# Yakutsk
Yakutsk (phiên âm tiếng Việt: I-a-cút; tiếng Nga: Якутск, IPA: [jɪˈkutsk]; Tiếng Yakut: Дьокуускай,   J̌okuuskay ; /ɟokuːskaj/) là một thành phố ở vùng Viễn Đông nước Nga, nằm cách khoảng 450 km (280 dặm) về phía nam Vòng Bắc cực. Đây là thủ phủ của Cộng hòa Sakha và là một cảng lớn trên sông Lena. Nơi đây có sân bay Yakutsk cũng như sân bay nhỏ hơn Magan. Thành phố này có dân số hơn 355.443 người (2021).
Yakutsk, với nhiệt độ trung bình −8,8 °C (16,2 °F), là thành phố lạnh thứ hai với hơn 100.000 cư dân trên thế giới sau Norilsk, mặc dù Yakutsk trải qua nhiệt độ lạnh hơn vào mùa đông. Yakutsk cũng là thành phố lớn nhất nằm trong vùng đóng băng vĩnh cửu liên tục và là một trong những thành phố lớn nhất không thể đến được bằng đường bộ.

## Từ nguyên
Thành phố được thành lập vào năm 1632 bởi người Cossack và ban đầu được gọi là nhà tù Lensky hoặc nhà tù Yakutsk. Phiên bản từ nguyên đầu tiên đến từ tên thủy âm "Lena", phiên bản thứ hai, từ "Yakutia", cuối cùng trở thành phiên bản chính được sử dụng. Năm 1708, nơi đây được nâng lên hạng thành phố với tên gọi Yakutsk.

## Lịch sử

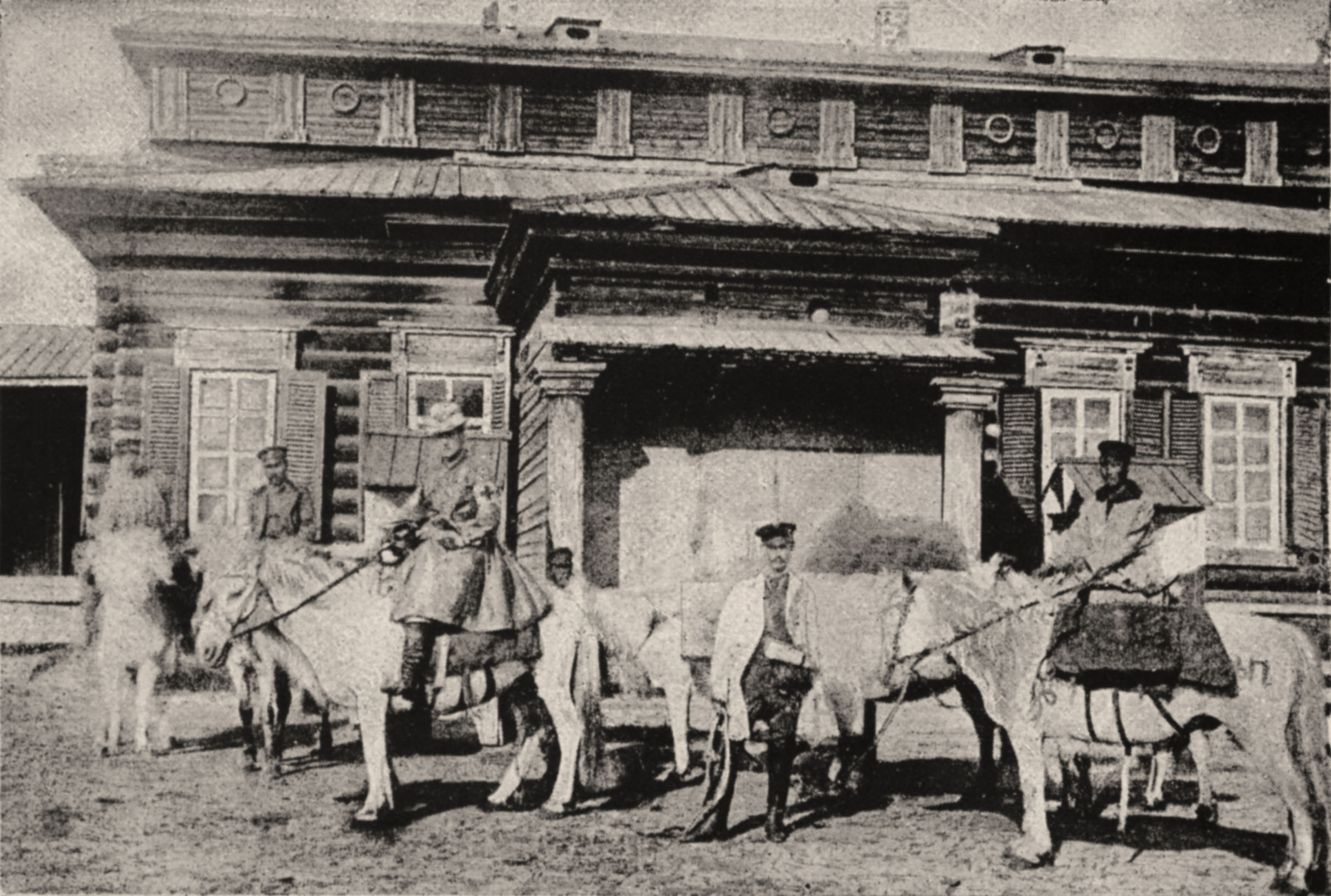
Kate Marsden rời Yakutsk năm 1891

Người Yakut, còn được gọi là người Sakha, di cư đến khu vực thuộc thành phố ngày nay vào thế kỷ 13 và 14 từ các vùng khác của Siberia. Khi họ đến, họ sống chung với những người Siberia bản địa khác trong khu vực. Yakutsk được thành lập như là một ostrog (pháo đài) Pyotr Beketov năm 1632 và trở thành khu định cư mới của Nga. Năm 1639, nó đã trở thành trung tâm của một voyevodstvo. Voivode Yakutsk nhanh chóng trở thành cơ quan quan trọng nhất của Nga trong khu vực và chỉ đạo mở rộng về phía đông và phía nam. Yakutsk chưa được phát triển thành một thành phố cho đến khi người ta phát hiện các trữ lượng lớn khoáng sản vàng trong những năm 1880 và năm 1890. Những trữ lượng này đã phát triển rộng rãi trong giai đoạn công nghiệp dưới thời Joseph Stalin. Ngoài ra, sự tăng trưởng nhanh chóng của các trại lao động cưỡng bức ở Siberia cũng là một yếu tố quan trọng kích thích sự phát triển của Yakutsk.

## Khí hậu
Với khí hậu cận cực khắc nghiệt (phân loại khí hậu Köppen: Dfd), Yakutsk có nhiệt độ mùa đông lạnh nhất trong bất kỳ thành phố lớn nào trên Trái đất. Nhiệt độ trung bình hàng tháng ở Yakutsk dao động từ +19,5 °C (67,1 °F) vào tháng 7 đến −38,6 °C (−37,5 °F) vào tháng 1 và chỉ Norilsk có nhiệt độ trung bình hàng năm thấp hơn tất cả khu định cư nào nhiều hơn 100.000 người. Yakutsk là thành phố lớn nhất được xây dựng trên tầng đất đóng băng vĩnh cửu liên tục, và nhiều ngôi nhà ở đó được xây dựng trên các cọc bê tông.
Nhiệt độ thấp nhất từng được ghi nhận trên hành tinh ngoại trừ Châu Nam Cực đã xảy ra trên lưu vực sông Yana ở phía đông bắc Yakutsk, khiến nó trở thành thành phố lớn lạnh nhất thế giới. Mặc dù mùa đông rất lạnh và kéo dài - Yakutsk chưa bao giờ ghi nhận nhiệt độ trên mức đóng băng trong khoảng thời gian từ 10 tháng 11 đến 14 tháng 3 - mùa hè ở đây khá ấm áp (mặc dù khá ngắn), với nhiệt độ tối đa hàng ngày đôi khi vượt quá +30 °C (86 °F) khiến sự chênh lệch nhiệt độ theo mùa ở thành phố này được xem là lớn nhất thế giới khi chạm mức 105 °C (189 °F). Nhiệt độ thấp nhất được ghi nhận ở Yakutsk là −64,4 °C (−83,9 °F) vào ngày 5 tháng 2 năm 1891, trong khi nhiệt độ cao nhất là +38,4 °C (101,1 °F) vào ngày 17 tháng 7 năm 2011 và +38,3 °C (100,9 °F) vào ngày 15 tháng 7 năm 1942. Tháng nóng nhất theo thống kê từ năm 1834 là vào tháng 7 năm 1894, với nhiệt độ trung bình là +23,2 °C (73,8 °F), và lạnh nhất là tháng 1 năm 1900, nhiệt độ trung bình -51,2 °C (−60,2 °F).
Vị trí của Yakutsk nằm sâu trong nội địa, cách Thái Bình Dương gần 1.000 km (620 dặm), cùng với vĩ độ cao khiến thành phố dễ tiếp xúc với mùa đông khắc nghiệt và nhiệt độ cũng không được điều tiết theo mùa. Nhiệt độ tháng 7 có thể tăng vọt lên mức trung bình bình thường, với nhiệt độ trung bình nóng hơn vài độ so với các thành phố Viễn Đông Nga xa hơn về phía nam như Vladivostok hoặc Yuzhno-Sakhalinsk. Nhiệt độ ban ngày tháng bảy thậm chí còn nóng hơn một số khu vực cận nhiệt đới biển. Mùa hè ấm áp đảm bảo rằng Yakutsk, mặc dù mùa đông lạnh giá, vẫn nằm ở phía nam của đường giới hạn cây gỗ.
Khí hậu khá khô, với hầu hết lượng mưa hàng năm xảy ra vào những tháng ấm nhất, do vùng áp cao Siberia hoạt động dữ dội hình thành xung quanh không khí lục địa rất lạnh trong mùa đông. Tuy nhiên, lượng mưa mùa hè không quá lớn vì gió đông nam ẩm từ Thái Bình Dương mất độ ẩm trên các ngọn núi ven biển trước khi đến thung lũng Lena.
| Dữ liệu khí hậu của Yakutsk (1981 to 2010) | Dữ liệu khí hậu của Yakutsk (1981 to 2010) | Dữ liệu khí hậu của Yakutsk (1981 to 2010) | Dữ liệu khí hậu của Yakutsk (1981 to 2010) | Dữ liệu khí hậu của Yakutsk (1981 to 2010) | Dữ liệu khí hậu của Yakutsk (1981 to 2010) | Dữ liệu khí hậu của Yakutsk (1981 to 2010) | Dữ liệu khí hậu của Yakutsk (1981 to 2010) | Dữ liệu khí hậu của Yakutsk (1981 to 2010) | Dữ liệu khí hậu của Yakutsk (1981 to 2010) | Dữ liệu khí hậu của Yakutsk (1981 to 2010) | Dữ liệu khí hậu của Yakutsk (1981 to 2010) | Dữ liệu khí hậu của Yakutsk (1981 to 2010) | Dữ liệu khí hậu của Yakutsk (1981 to 2010) |
| Tháng                                      | 1                                          | 2                                          | 3                                          | 4                                          | 5                                          | 6                                          | 7                                          | 8                                          | 9                                          | 10                                         | 11                                         | 12                                         | Năm                                        |
| ------------------------------------------ | ------------------------------------------ | ------------------------------------------ | ------------------------------------------ | ------------------------------------------ | ------------------------------------------ | ------------------------------------------ | ------------------------------------------ | ------------------------------------------ | ------------------------------------------ | ------------------------------------------ | ------------------------------------------ | ------------------------------------------ | ------------------------------------------ |
| Cao kỉ lục °C (°F)                         | −5.8 (21.6)                                | −2.2 (28.0)                                | 8.3 (46.9)                                 | 21.1 (70.0)                                | 31.1 (88.0)                                | 35.1 (95.2)                                | 38.4 (101.1)                               | 35.4 (95.7)                                | 27.0 (80.6)                                | 18.6 (65.5)                                | 3.9 (39.0)                                 | −3.9 (25.0)                                | 38.4 (101.1)                               |
| Trung bình ngày tối đa °C (°F)             | −35.1 (−31.2)                              | −28.6 (−19.5)                              | −12.3 (9.9)                                | 1.7 (35.1)                                 | 13.2 (55.8)                                | 22.4 (72.3)                                | 25.5 (77.9)                                | 21.5 (70.7)                                | 11.5 (52.7)                                | −3.6 (25.5)                                | −23.1 (−9.6)                               | −34.3 (−29.7)                              | −3.4 (25.9)                                |
| Trung bình ngày °C (°F)                    | −38.6 (−37.5)                              | −33.6 (−28.5)                              | −20.1 (−4.2)                               | −4.8 (23.4)                                | 7.5 (45.5)                                 | 16.4 (61.5)                                | 19.5 (67.1)                                | 15.2 (59.4)                                | 6.1 (43.0)                                 | −7.8 (18.0)                                | −27 (−17)                                  | −37.6 (−35.7)                              | −8.8 (16.2)                                |
| Tối thiểu trung bình ngày °C (°F)          | −41.5 (−42.7)                              | −38.2 (−36.8)                              | −27.4 (−17.3)                              | −11.8 (10.8)                               | 1.0 (33.8)                                 | 9.3 (48.7)                                 | 12.7 (54.9)                                | 8.9 (48.0)                                 | 1.2 (34.2)                                 | −12.2 (10.0)                               | −31 (−24)                                  | −40.4 (−40.7)                              | −14.1 (6.6)                                |
| Thấp kỉ lục °C (°F)                        | −63 (−81)                                  | −64.4 (−83.9)                              | −54.9 (−66.8)                              | −41 (−42)                                  | −18.1 (−0.6)                               | −5.4 (22.3)                                | −1.5 (29.3)                                | −7.8 (18.0)                                | −14.2 (6.4)                                | −40.9 (−41.6)                              | −54.5 (−66.1)                              | −59.8 (−75.6)                              | −64.4 (−83.9)                              |
| Lượng Giáng thủy trung bình mm (inches)    | 9 (0.4)                                    | 8 (0.3)                                    | 7 (0.3)                                    | 8 (0.3)                                    | 20 (0.8)                                   | 35 (1.4)                                   | 39 (1.5)                                   | 37 (1.5)                                   | 31 (1.2)                                   | 18 (0.7)                                   | 16 (0.6)                                   | 10 (0.4)                                   | 238 (9.4)                                  |
| Số ngày giáng thủy trung bình (≥ 1.0 mm)   | 2.1                                        | 2.0                                        | 1.9                                        | 2.9                                        | 3.8                                        | 7.3                                        | 6.5                                        | 6.0                                        | 5.3                                        | 6.1                                        | 5.7                                        | 4.1                                        | 53.7                                       |
| Số ngày tuyết rơi trung bình               | 28                                         | 28                                         | 17                                         | 10                                         | 5                                          | 0                                          | 0                                          | 0                                          | 4                                          | 25                                         | 28                                         | 27                                         | 172                                        |
| Độ ẩm tương đối trung bình (%)             | 76                                         | 76                                         | 70                                         | 60                                         | 54                                         | 57                                         | 62                                         | 67                                         | 72                                         | 78                                         | 78                                         | 76                                         | 69                                         |
| Số giờ nắng trung bình tháng               | 18.6                                       | 98.0                                       | 232.5                                      | 273.0                                      | 303.8                                      | 333.0                                      | 347.2                                      | 272.8                                      | 174.0                                      | 105.4                                      | 60.0                                       | 9.3                                        | 2.227,6                                    |
| Nguồn 1: Pogoda.ru.net                     |                                            |                                            |                                            |                                            |                                            |                                            |                                            |                                            |                                            |                                            |                                            |                                            |                                            |
| Nguồn 2:                                   |                                            |                                            |                                            |                                            |                                            |                                            |                                            |                                            |                                            |                                            |                                            |                                            |                                            |

## Hành chính
Yakutsk là thủ phủ của Cộng hòa Sakha. Về hành chính, Yakutsk được phân loại là thành phố trực thuộc thẩm quyền nước cộng hòa. Về mặt hành chính, cùng với khu định cư Zhatay và bốn địa phương nông thôn, nó được kết hợp như Thành phố Yakutsk có tầm quan trọng của nước Cộng hòa, một đơn vị hành chính với một vị thế bình đẳng với các huyện. Là một bộ phận của thành phố, Yakutsk và mười một địa phương nông thôn được hợp nhất thành Yakutsk Urban Okrug. Khu định cư của Zhatay không phải là một phần của Yakutsk Urban Okrug và được kết hợp độc lập với tên Zhatay Urban Okrug.
| Thị trấn / Thành phố                             | Dân số  | Nam             | Nữ              | Các địa phương có thẩm quyền                                                                    |
| ------------------------------------------------ | ------- | --------------- | --------------- | ----------------------------------------------------------------------------------------------- |
| Thành phố Yakutsk (Якутск)                       | 285,023 | 135,085 (47.4%) | 149,938 (52.6%) | - Thành phố Yakutsk - selo of Magan - selo of Namtsyr - selo of Staraya Tabaga - selo of Tabaga |
| Khu định cư đô thị                               | Dân số  | Nam             | Nữ              | Các địa phương có thẩm quyền                                                                    |
| Zhatay Urban Okrug (Жатай)                       | 9,504   | 4,624 (48.7%)   | 4,880 (51.3%)   | - Khu định cư đô thị Zhatay                                                                     |
| Khu định cư nông thôn                            | Dân số  | Nam             | Nữ              | Địa phương nông thôn có thẩm quyền*                                                             |
| Tulagino-Kildemsky Nasleg (Тулагино-Кильдемский) | 4,031   | 2,050 (50.9%)   | 1,981 (49.1%)   | - selo of Tulagino - selo of Kapitonovka - selo of Kildyamtsy - selo of Syrdakh                 |
| Khatassky Nasleg (Хатасский)                     | 6,610   | 3,238 (49.0%)   | 3,372 (51.0%)   | - selo of Khatassy - selo of Vladimirovka - selo of Prigorodny                                  |

Divisional source:

Population source:

*Administrative centers are shown in bold

## Nhân khẩu
Theo kết quả của cuộc điều tra dân số năm 2021, dân số của Yakutsk là 355.443 người trong thành phố và 372.928 người trong khu vực đô thị của thành phố, chiếm một phần ba tổng dân số của Cộng hòa Sakha.
| Nhóm dân tộc  | Dân số  | Phầm trăm |
| ------------- | ------- | --------- |
| Người Yakut   | 139,500 | 50.6%     |
| Người Nga     | 105,790 | 38.4%     |
| Người Ukraina | 3,758   | 1.4%      |
| Người Kyrgyz  | 2,995   | 1.1%      |
| Người Evenk   | 2,851   | 1.0%      |
| Khác          | 20,859  | 7.6%      |

## Kinh tế

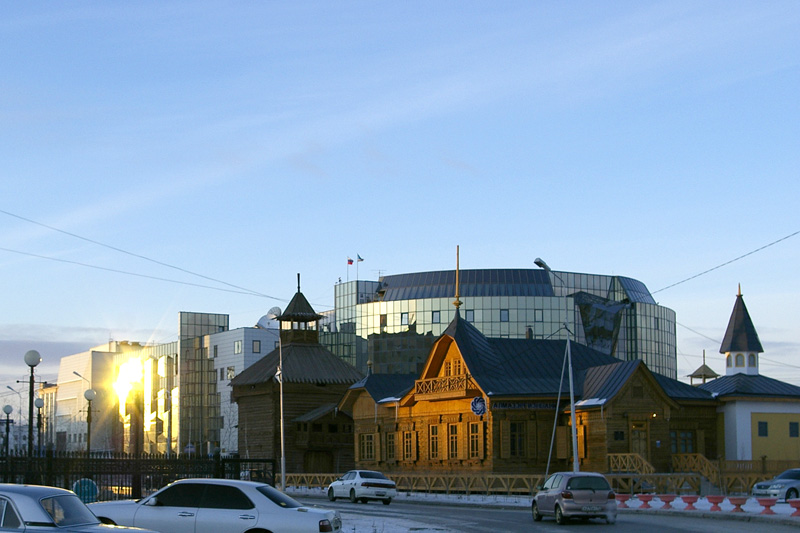
Ngân hàng Nga-châu Á ở Yakutsk

Hoạt động kinh tế chính bắt nguồn từ các hoạt động khai thác trong khu vực, đặc biệt là than, vàng và kim cương, với nhiều công ty khai thác đã đặt trụ sở tại thành phố.
Các mặt hàng xuất khẩu chính của Yakutia là kim cương và than đá. Cộng hòa Sakha đã xuất khẩu 5,55 tỷ USD vào năm 2021, đứng thứ 20 trong tổng số 85 đơn vị hành chính của Nga. Nhập khẩu chủ yếu là máy móc và thiết bị cơ khí. Cũng trong năm 2021, Yakutia đã nhập khẩu 180 triệu đô la, trở thành nhà nhập khẩu lớn thứ 64 trong số 85 đơn vị hành chính khác ở Nga. Hầu hết hàng nhập khẩu và xuất khẩu của nó đến từ Trung Quốc.
Hãng hàng không Yakutia Airlines có trụ sở chính trong thành phố.
Việc dòng sông Lena tan băng vào mùa hè giúp nhiều tàu thuyền khác nhau đi lại trên sông, bao gồm các tàu du lịch đi ngược dòng đến công viên cột thiên nhiên Lena, và các tour du lịch xuôi dòng tham quan những cảnh quan ngoạn mục ở vùng hạ lưu và đồng bằng Lena, bao gồm khu bảo tồn động vật hoang dã Châu thổ sông Lena.

## Văn hóa

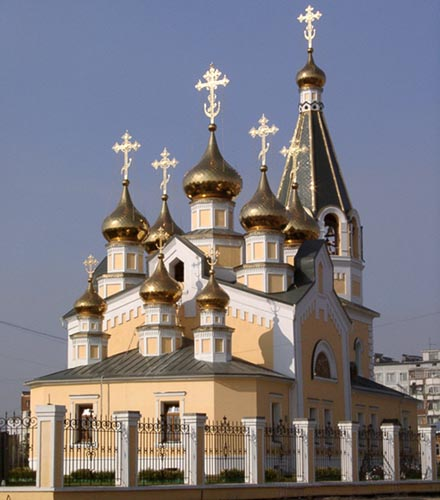
Nhà thờ Chính thống giáo Yakutsk

Có một số nhà hát ở Yakutsk, bao gồm nhà hát kịch Nga, được đặt theo tên của A. S. Pushkin, nhà hát Sakha, được đặt theo tên của P. A. Oiyunsky; Nhà hát Khán giả trẻ Suorun Omoloon; và nhà hát-học viện quốc gia Opera và múa ba lê, được đặt theo tên của D. K. Sivtsev.
Thành phố cũng có một số bảo tàng lớn như bảo tàng mỹ thuật quốc gia Sakha; bảo tàng văn hóa và lịch sử địa phương, được đặt theo tên của E. Yaroslavsky, một bảo tàng nghiên cứu loài voi ma mút, và một bảo tàng duy nhất trên thế giới nghiên cứu chuyên sâu về hiện tượng tầng đất đóng băng vĩnh cửu.
Lễ hội mùa hè Ysyakh hàng năm diễn ra vào cuối tuần của tuần cuối tháng 6. Các lễ hội hạ chí truyền thống Yakut bao gồm lễ kỷ niệm sự hồi sinh và đổi mới của thiên nhiên, mùa màng và bắt đầu một năm mới. Nó được đi kèm với các nghi lễ và lễ hội quốc gia Yakut, nhảy dân gian, đua ngựa, ca hát dân ca Yakut, ẩm thực quốc gia, và những cuộc thi đấu trong các môn thể thao Yakut truyền thống.
Có một nhà hát nhạc punk địa phương ở Yakutsk, với nhiều ban nhạc.
Thành phố có một ngành công nghiệp điện ảnh ngày càng sôi động đã được quốc tế công nhận trong những năm gần đây nhờ phong cách độc đáo và cách các nhà làm phim khắc họa khu vực và con người nơi đây. Ngành công nghiệp điện ảnh khu vực được đặt biệt danh là "Sakhawood".
Người dân ở Yakutsk thường mặc quần áo ấm có chất liệu rất mềm và xù, và để đối phó với thời tiết cực lạnh, họ dành phần lớn thời gian trú ẩn trong nhà nơi có hệ thống sưởi ấm áp, điều này được cho là sẽ làm giảm tỷ lệ tử vong trong mùa đông so với mùa đông ở những vùng ôn hòa hơn trên thế giới.

## Giao thông

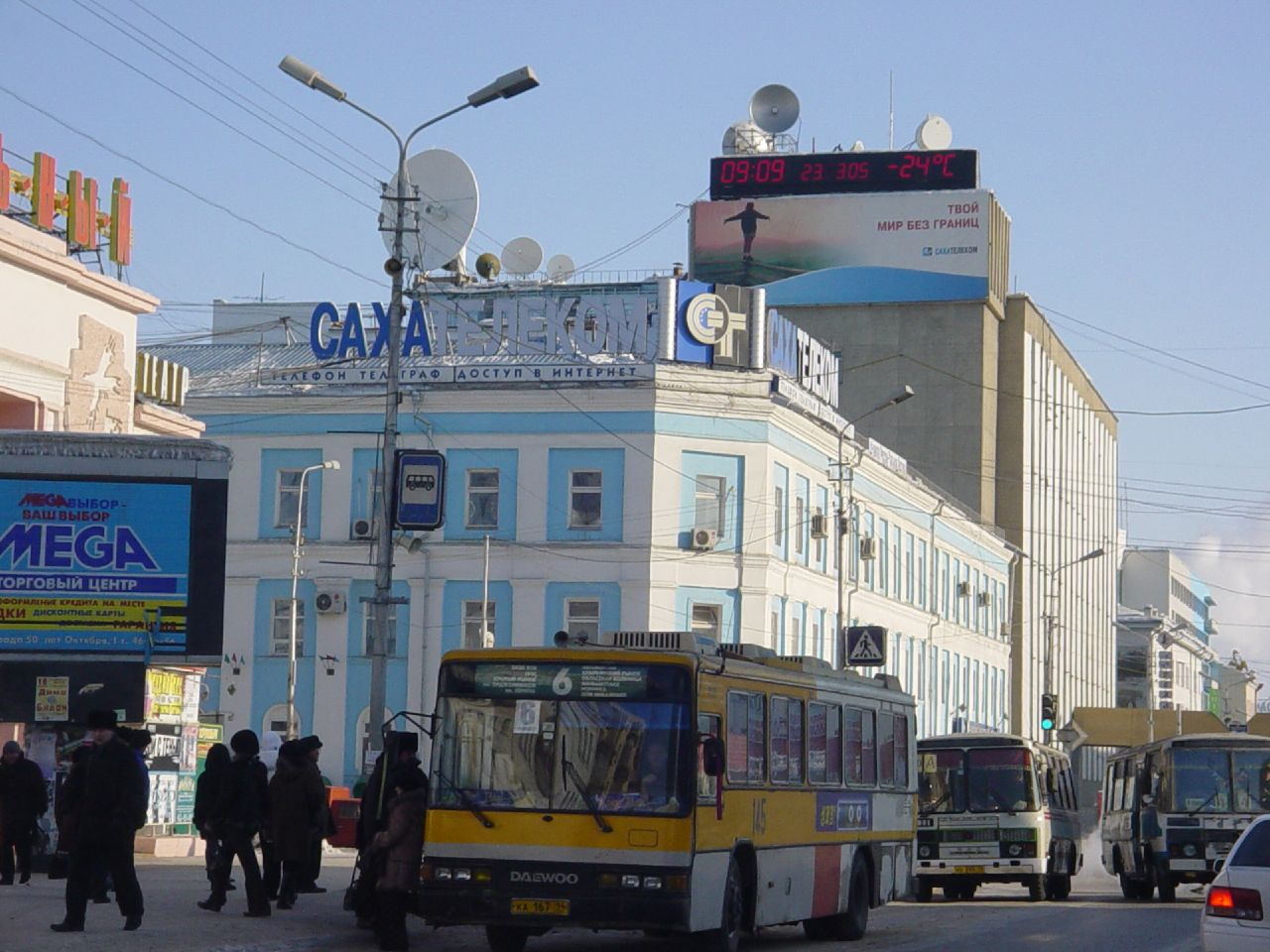
Xe buýt ở Yakutsk

Yakutsk là một điểm đến của xa lộ Lena. Tuy nhiên, việc kết nối thành phố với xa lộ này chỉ có thể thực hiện bằng phà vào mùa hè hoặc vào mùa đông bằng cách lái xe trực tiếp qua sông Lena đã đóng băng, vì Yakutsk nằm hoàn toàn trên bờ phía tây của dòng sông, và không có cây cầu nào ở Cộng hòa Sakha băng qua Lena. Con sông không thể băng qua trong thời gian dài hàng năm khi lớp băng không đủ dày để hỗ trợ giao thông, hoặc khi mực nước quá cao và dòng sông bị xáo trộn bởi lũ lụt trong mùa xuân. Xa lộ kết thúc bên bờ phía đông của Lena ở Nizhny Bestyakh (Нижний Бестях), một khu định cư kiểu đô thị với khoảng 4000 người. Yakutsk được kết nối với Magadan bằng đường cao tốc Kolyma.
Một dự án xây dựng cây cầu xa lộ băng qua sông Lena ở Okrug đã được phê duyệt bởi tổng thống Vladimir Putin vào ngày 9 tháng 11 năm 2019. Dựa trên một thiết kế được đệ trình vào năm 2008, cây cầu mới sẽ dài hơn 3 km (1,9 mi) và sẽ được xây dựng ngược dòng 40 km (25 mi) tại Tabaga, nơi dòng sông hẹp lại và nó không tạo ra một khu vực ngập lụt rộng lớn vào mùa xuân. Chi phí xây dựng cây cầu và 10,9 km (6,8 mi) đường tiếp cận ước tính khoảng 63,7 tỷ Rúp, trong đó khoản trợ cấp 54,2 tỷ Rúp sẽ được cung cấp, phần còn lại có nguồn gốc từ các nhà đầu tư. Cây cầu sẽ không thu phí đối với ô tô, nhưng vẫn thu phí đối với xe tải. Kể từ mùa hè năm 2022, dự án vẫn chưa bắt đầu khởi công.
Cây cầu ban đầu được dự kiến là một cây cầu mà đường sắt và đường bộ được sử dụng kép, do đó, tuyến đường sắt Amur Yakutsk, tuyến đường sắt Bắc Nam được mở rộng từ phía nam, có thể kết nối thành phố với tuyến đường chính đông-tây Baikal Amur. Tuyến đường sắt đã đến khu định cư của Nizhny Bestyakh, trên bờ đối diện của Lena từ Yakutsk, vào tháng 11 năm 2011.
Việc hoàn thành vào năm 2019 của một tuyến đường sắt mới đến bờ phía đông của Lena đã tạo điều kiện để các dịch vụ đường sắt chở khách giữa Yakutsk và phần còn lại của Nga được thực hiện.
Yakutsk cũng được kết nối với các khu vực khác của Nga bằng sân bay Yakutsk.

## Giáo dục và nghiên cứu

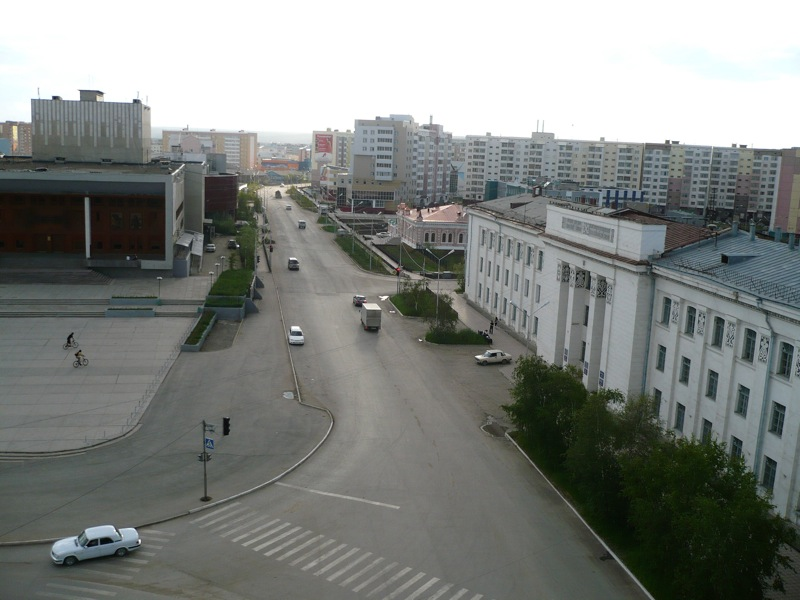
Một góc Yakutsk nhìn từ khu vực Viện địa lý

Đại học Liên bang Đông Bắc M.K.Ammosov nằm trong thành phố. Ngoài ra còn có một chi nhánh của Viện Hàn lâm Khoa học Nga, bao gồm, trong số những thứ khác, Viện Nghiên cứu Vật lý học, điều hành lắp đặt Vòi hoa sen Không khí Mở rộng Yakutsk (một trong những mảng máy dò tia vũ trụ lớn nhất trên thế giới), và Viện nghiên cứu địa chất đóng băng Melnikov, được phát triển với mục đích giải quyết các vấn đề nghiêm trọng và tốn kém liên quan đến việc xây dựng các tòa nhà trên tầng đất đóng băng vĩnh cửu. Vào năm 2020, với sự nóng lên toàn cầu làm tan băng mặt đất, viện đang đo tốc độ tan băng của lớp băng vĩnh cửu, ảnh hưởng đến thành phố cũng như khí hậu.
Ở cấp tiểu học và trung học, thành phố có một số trường liên kết của UNESCO, bao gồm Đại học Sakha-Thổ Nhĩ Kỳ, Trường Sakha-Pháp, Trường Sakha-Hàn Quốc và Trường số 16.

## Hình ảnh

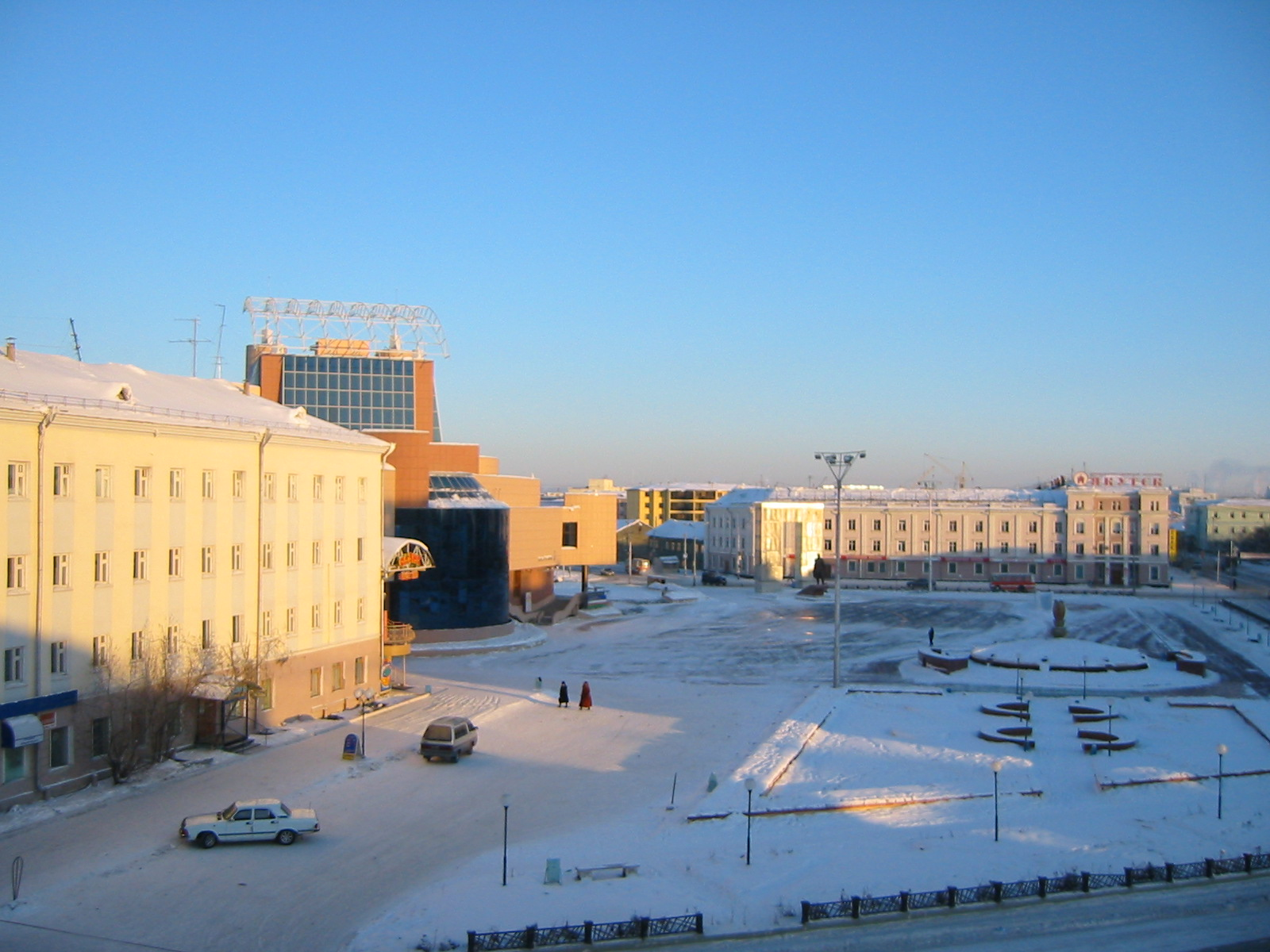
Quảng trường Oyuunskyt.
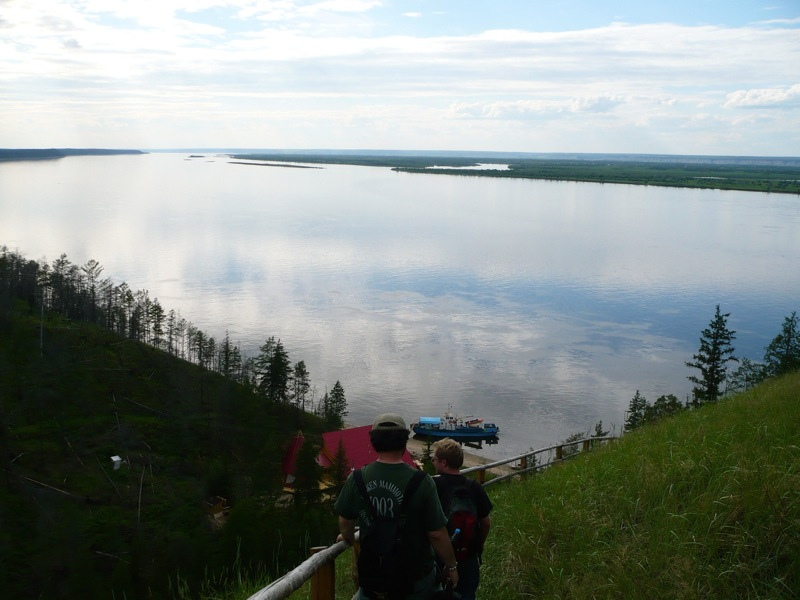
Sông Lena ở Yakutsk
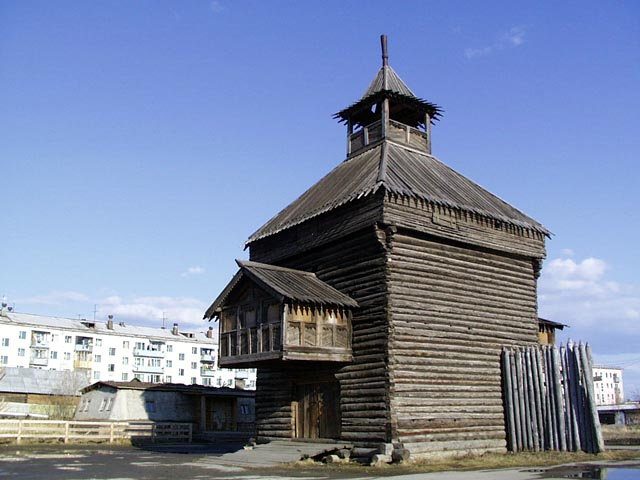
Tháp ostrog, hay pháo đài ở Yakutsk được xây năm 1683
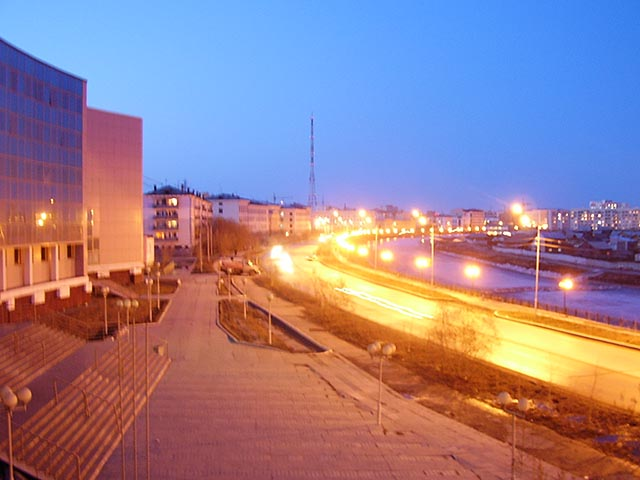
Phố Kulakovsky về đêm
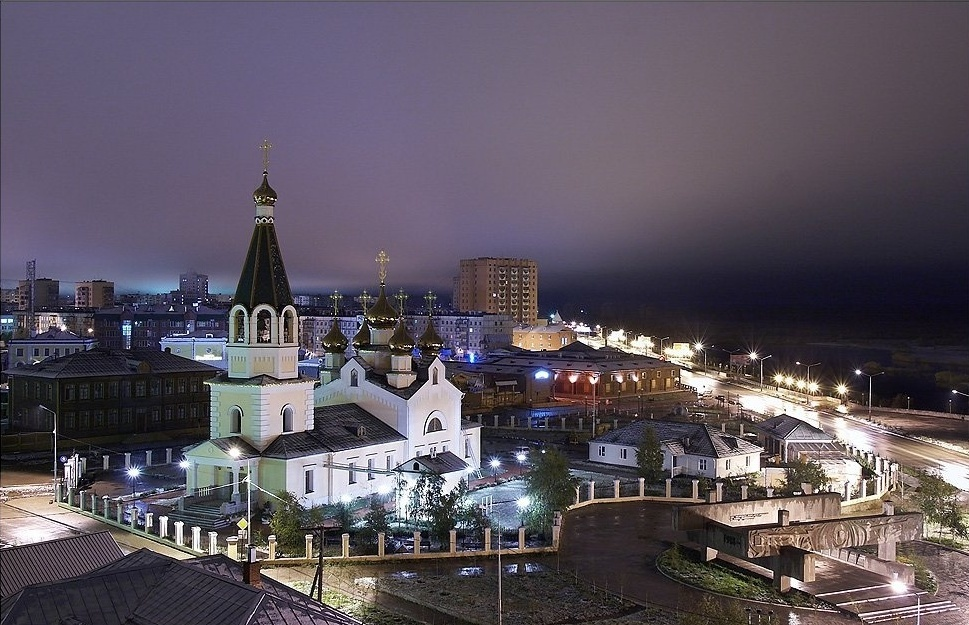
<centre>Nhà thờ Chính thống giáo Yakutsk về đêm.

## Thành phố kết nghĩa
- Changwon, Hàn Quốc
- Fairbanks, Alaska, Hoa Kỳ
- Darmstadt, Đức
- Cáp Nhĩ Tân, Hắc Long Giang, Trung Quốc
- Murayama, Yamagata, Nhật Bản
- Olympia, Hy Lạp
- Yellowknife, Các Lãnh thổ Tây Bắc, Canada
- Vaughan, Ontario, Canada

## Liên kết
- First social network of Yakutsk city Lưu trữ ngày 9 tháng 2 năm 2021 tại Wayback Machine
- Sakha life
- Flickr photos tagged Yakutsk
- Yakutsk State University
- Lena Pillars Lưu trữ ngày 2 tháng 7 năm 2008 tại Wayback Machine at Natural Heritage Protection Fund
- Some photos of Yakutsk (tiếng Nga)
- Yakutsk past and present Lưu trữ ngày 11 tháng 4 năm 2008 tại Wayback Machine: a photo gallery at the Ministry of Construction of the Sakha Republic website (tiếng Nga)
- Yakutsk at AskYakutia.com
- Yakutsk at eYakutia - English Yakutia Lưu trữ ngày 12 tháng 12 năm 2011 tại Wayback Machine